# Nudo gordiano

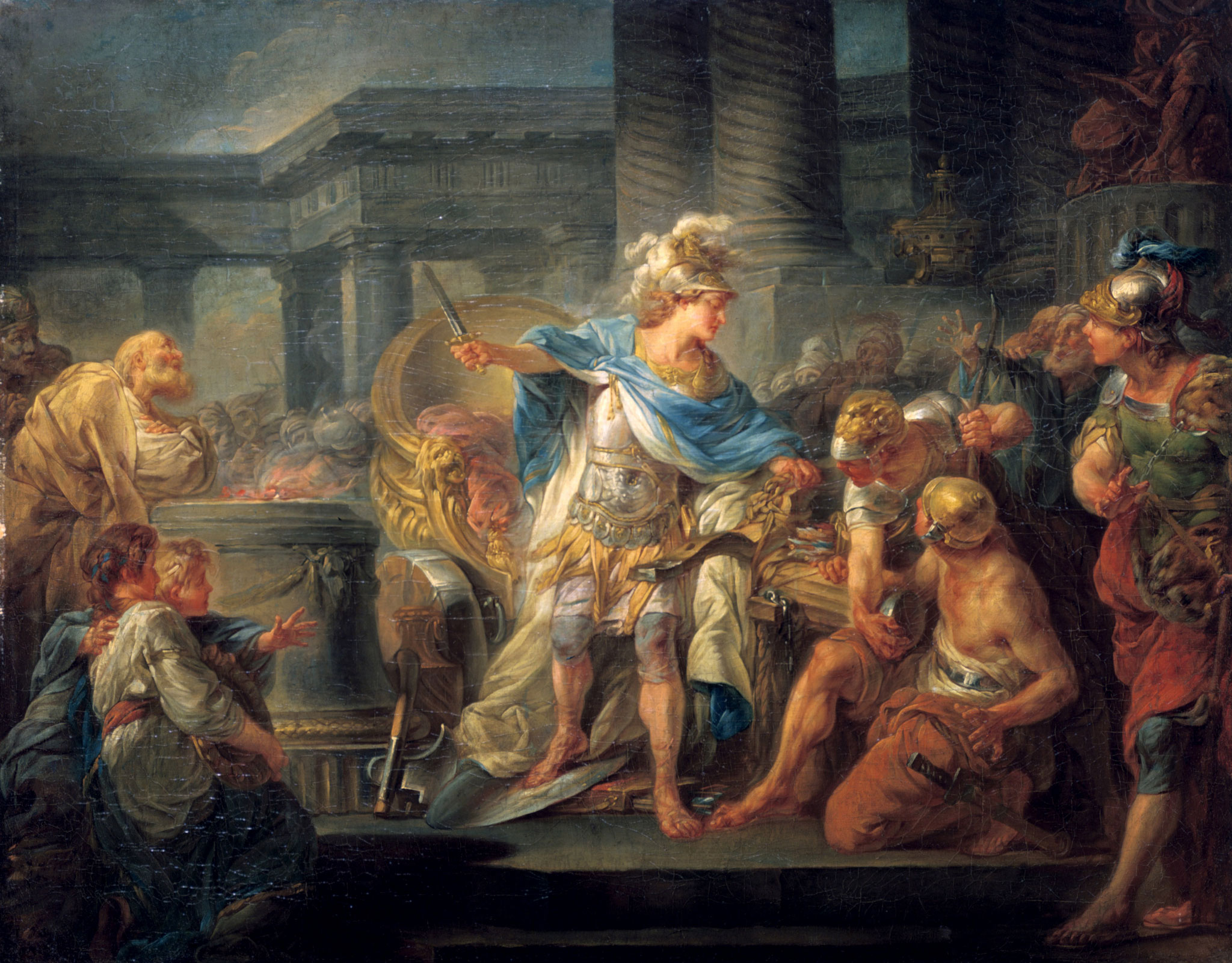
Alejandro, cortando el Nudo Gordiano.

La expresión nudo gordiano procede de una leyenda griega según la cual los habitantes de Frigia (región de Anatolia, en la actual Turquía) necesitaban elegir rey, por lo que consultaron al oráculo. Este respondió que el nuevo soberano sería quien entrase por la Puerta del Este, acompañado de un cuervo posado sobre su carro. El que cumplió las condiciones fue Gordias, un labrador que tenía por toda riqueza su carreta y sus bueyes. Cuando lo eligieron monarca, fundó la ciudad de Gordio y, en señal de agradecimiento, ofreció al templo de Zeus su carro, atando la lanza y el yugo con un nudo cuyos cabos se escondían en el interior, y tan complicado que nadie podía desatarlo. Según se decía entonces, aquel que lo consiguiese conquistaría el Oriente (Asia).
Cuando Alejandro Magno (356-323 a. C.) se dirigía a conquistar el imperio persa, en el 333 a. C., tras cruzar el Helesponto, conquistó Frigia, donde le enfrentaron al reto de desatar el nudo. Solucionó el problema cortándolo de un golpe con su espada, diciendo (según la narración de Curcio Rufo): «Es lo mismo cortarlo que desatarlo». Esa noche hubo una tormenta de rayos que simbolizó, según Alejandro, que Zeus estaba de acuerdo con la solución.

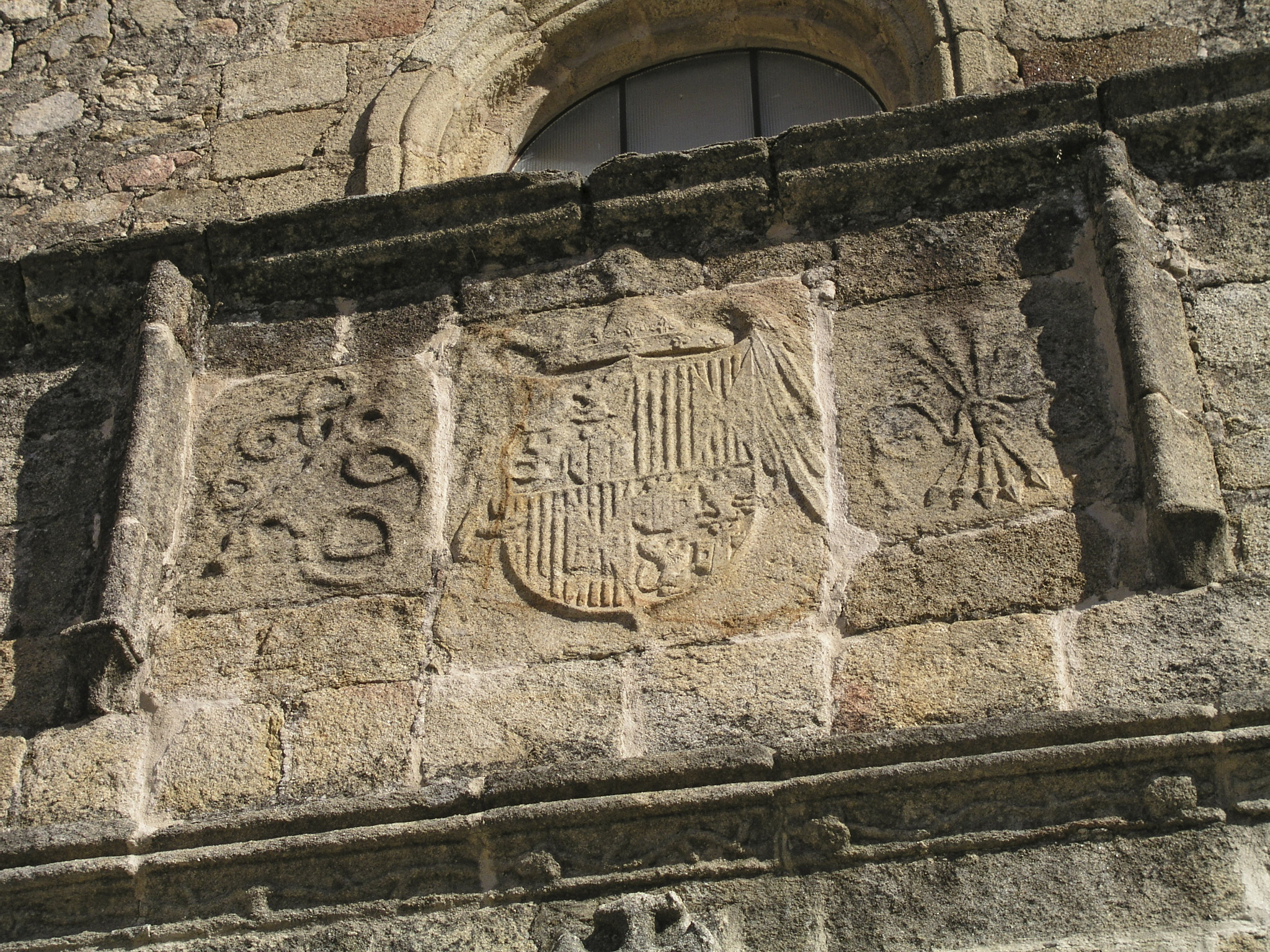
Emblemas de los Reyes Católicos, c. 1500. Iglesia de Santiago, Losar de la Vera (Cáceres, España). A la izquierda, el yugo de Fernando, con la cuerda suelta, y a la derecha, las flechas de Isabel.

El lema personal de Fernando el Católico, “Tanto monta”, hace alusión a este nudo: «tanto monta cortar como desatar». Es decir, da igual cómo se haga, lo importante es que se consiga. Y efectivamente esta divisa se presentaba sobre las flechas, con una cuerda suelta (cortada) alrededor. Y, efectivamente, el reino de Aragón llevaba unos siglos empeñado en la conquista del Oriente.
Actualmente la expresión nudo gordiano se refiere a una dificultad que no se puede resolver, a un obstáculo difícil de salvar o de difícil solución o desenlace, en especial cuando esta situación solo admite soluciones creativas o propias del pensamiento lateral. "Cortar el nudo gordiano" o "cortar por lo sano" significa resolver tajantemente y sin contemplaciones un problema, ya que descubriendo la esencia del problema, podremos revelar todas sus implicaciones. También está relacionado con la solución urgente de problemas que podrían empeorar ante el paso del tiempo.